# Левин-Бжески (станция)
Левин-Бжески (пол. Lewin Brzeski) — пассажирская и грузовая железнодорожная станция в городе Левин-Бжески, в Опольском воеводстве Польши. Имеет 2 платформы и 2 пути.
Станция положенная на линии Бытом — Ополе — Бжег — Вроцлав, была построена в 1843 году, когда город Левин-Бжески (нем. Löwen) был в составе Королевства Пруссия.